# Skyscrapercity
Pour les articles homonymes, voir Skyscraper (homonymie).
Skyscrapercity est l'un des plus grands forums internet. En mars 2020, il comprend 1 083 000 membres, 1 119 000 fils de discussion et 114 707 000 de messages. Il est consacré à l'architecture, à l'urbanisme et aux gratte-ciel. Il comporte des sous-forums en différentes langues, dont le français.
C'est l'un des plus grands forum internet du monde.
Skyscrapercity a été créé le 11 septembre 2002 en fusionnant différents forums locaux sur les gratte-ciel, l'architecture et l'urbanisme. Il est basé aux Pays-Bas à Amsterdam.
Il comporte aussi un magazine en anglais et un tournoi où les gratte-ciel sont comparés les uns aux autres suivant l'appréciation des internautes.